# Чемпионат Аргентины по футболу 2023
Профессиональная лига 2023 (исп. Campeonato de Primera División «Torneo Binance 2023») — 94-й профессиональный чемпионат Аргентины по футболу с момента его основания.
По итогам предыдущего сезона лигу покинули «Патронато» и «Альдосиви». Двумя новыми участниками соревнования стали «Бельграно» (победитель Примеры Насьональ 2022) и «Институто», занявший 2-е место в Примере Насьональ и победивший в сокращённом турнире (Torneo reducido por el segundo ascenso) из 12-ти команд (2—13-е место в турнирной таблице) за вторую путёвку в Профессиональную лигу.

## Команды
| Команда            | Город                     | Стадион                                                          | Вместимость   | Тренер |
| ------------------ | ------------------------- | ---------------------------------------------------------------- | ------------- | --- |
| Бока Хуниорс       | Буэнос-Айрес              | Альберто Хосе Армандо (Бомбоне́ра)                                | 54 000        | Уго Ибарра (до 8 тура) Мариано Эррон (и. о.) (с 9 тура)                                                     |
| Расинг             | Авельянеда                | Президент Перон (Сили́ндро)                                       | 51 000        | Фернандо Гаго                                                                                               |
| Ривер Плейт        | Буэнос-Айрес              | Антонио Веспучо Либерти (Монумента́ль)                            | 72 054        | Мартин Демичелис                                                                                            |
| Уракан             | Буэнос-Айрес              | Томас Адольфо Дуко (Пала́сио)                                     | 48 314        | Диего Дабове                                                                                                |
| Атлетико Тукуман   | Сан-Мигель-де-Тукуман     | Монументаль Хосе Фьерро (Гран Ста́диум)                           | 35 200        | Лукас Пусинери                                                                                              |
| Сан-Лоренсо        | Буэнос-Айрес              | Педро Бидегайн (Нуэ́во Гасо́метро)                                 | 47 964        | Рубен Дарио Инсуа                                                                                           |
| Тигре              | Виктория                  | Хосе Дельяхьованна (Колисэ́о)                                     | 26 282        | Диего Мартинес                                                                                              |
| Архентинос Хуниорс | Буэнос-Айрес              | Диего Армандо Марадона                                           | 26 000        | Габриэль Милито                                                                                             |
| Химнасия и Эсгрима | Ла-Плата                  | Хуан Кармело Серильо (Бо́ске)                                     | 21 500        | Себастьян Ромеро (и. о.)                                                                                    |
| Ньюэллс Олд Бойз   | Росарио                   | Марсело Бьельса (Коло́со-дель-Па́рке)                              | 42 000        | Габриэль Хайнце                                                                                             |
| Дефенса и Хустисия | Гобернадор-Хулио-А. Коста | Норберто Томаэльо                                                | 20 000        | Хулио Ваккари                                                                                               |
| Тальерес           | Кордова                   | Марио Альберто Кемпес (Шато́-Карре́рас)                            | 57 000        | Хавьер Гандольфи                                                                                            |
| Индепендьенте      | Авельянеда                | Либертадорес де Америка (До́бле Висе́ра)                           | 49 592        | Леандро Стильитано (до 8 тура) Педро Монсон (и. о.) (с 9 тура)                                              |
| Годой-Крус         | Годой-Крус                | Фелисиано Гамбарте (Бодэ́га) Мальвинас Архентинас (Мендоса)       | 15 000 42 500 | Диего Флорес                                                                                                |
| Сентраль Кордова   | Сантьяго-дель-Эстеро      | Унико Мадре де Сьюдадес Альфредо Террера                         | 30 000 21 500 | Леонардо Маделон                                                                                            |
| Барракас Сентраль  | Буэнос-Айрес              | Клаудио «Чики» Тапиа                                             | 4000          | Родольфо де Паоли и Алехандро Милано                                                                        |
| Эстудиантес        | Ла-Плата                  | Хорхе Луис Хирши                                                 | 32 530        | Абель Бальбо (до 6 тура) Эдуардо Домингес (с 7 тура)                                                        |
| Платенсе           | Флорида                   | Сьюдад-де-Висенте-Лопес                                          | 34 530        | Мартин Палермо                                                                                              |
| Росарио Сентраль   | Росарио                   | Хиганте де Арройито                                              | 41 465        | Мигель Анхель Руссо                                                                                         |
| Сармьенто          | Хунин                     | Эва Перон                                                        | 23 000        | Исраэль Дамонте                                                                                             |
| Унион              | Санта-Фе                  | 15 апреля                                                        | 30 000        | Густаво Мунуа                                                                                               |
| Арсенал            | Саранди                   | Хулио Умберто Грондона (Виаду́кто)                                | 16 300        | Карлос Руис и Мартин Чикотелло (и. о.)                                                                      |
| Банфилд            | Банфилд                   | Флоренсио Сола (Ле́нчо)                                           | 34 900        | Хавьер Сангинетти Хулио Сесар Фальсьони c 16                                                                |
| Колон              | Санта-Фе                  | Бригадный генерал Эстанислао Лопес (Сементэ́рио де лос Элефа́нтес) | 40 000        | Марсело Саралеги (и. о.) (до 4 тура) Нестор Горосито (с 5 тура)                                             |
| Велес Сарсфилд     | Буэнос-Айрес              | Хосе Амальфитани (Форти́н)                                        | 49 540        | Александер Медина (до 5 тура) Марсело Браво и Эрнан Манрике (и. о.) (6 тур) Рикардо Гарека (с 7 тура до 16) |
| Ланус              | Ланус                     | Сьюдад-де-Ланус – Нестор Диас Перес (Фортале́са)                  | 47 027        | Франк Дарио Куделька                                                                                        |
| Бельграно          | Кордова                   | Хулио Сесар Вильягра (Хига́нте-де-Альбе́рди)                       | 33 000        | Гильермо Фарре                                                                                              |
| Институто          | Кордова                   | Хуан Доминго Перон (Монумента́ль-де-А́льта-Ко́рдоба)                | 26 000        | Лукас Бовальо                                                                                               |

### Лидеры чемпионата
| Туры | Туры | Туры | Туры | Туры | Туры | Туры | Туры | Туры | Туры | Туры | Туры | Туры | Туры | Туры | Туры | Туры | Туры | Туры | Туры | Туры | Туры | Туры | Туры | Туры | Туры | Туры |
| ---- | ---- | ---- | ---- | ---- | ---- | ---- | ---- | ---- | ---- | ---- | ---- | ---- | ---- | ---- | ---- | ---- | ---- | ---- | ---- | ---- | ---- | ---- | ---- | ---- | ---- | ---- |
| 1    | 2    | 3    | 4    | 5    | 6    | 7    | 8    | 9    | 10   | 11   | 12   | 13   | 14   | 15   | 16   | 17   | 18   | 19   | 20   | 21   | 22   | 23   | 24   | 25   | 26   | 27   |
| УРА  | УРА  | ЛАН  | ЛАН  | ДИХ  | ДИХ  | СЛО  | РИВ  | РИВ  | РИВ  |      |      |      |      |      |      |      |      |      |      |      |      |      |      |      |      |      |

### Хет-трики
| Примечания | Примечания       | Примечания |
| ---------- | ---------------- | ---------- |
| *          | Домашняя команда |            |

| Игрок            | Страна    | Клуб              | Соперник          | Счёт | Тур | Дата           |
| ---------------- | --------- | ----------------- | ----------------- | ---- | --- | -------------- |
| Лусиано Гонду    | Аргентина | Сармьенто*        | Барракас Сентраль | 3:5  | 2   | 5 февраля 2023 |
| Бруно Сепульведа | Аргентина | Барракас Сентраль | Сармьенто*        | 5:3  | 2   | 5 февраля 2023 |